# توماس واشنطن
توماس واشنطن (بالإنجليزية: Thomas Washington)‏ هو ضابط أمريكي، ولد في 6 يونيو 1865 في غولدزبورو في الولايات المتحدة، وتوفي في 15 ديسمبر 1954 في مركز والتر ريد الطبي العسكري الوطني ‏ في الولايات المتحدة.